# Bahnstrecke Gasselternijveen–Assen
| |                      |                  |                  |
| Streckenlänge: | 20,2 km              |                  |                  |
| Spurweite: | 1435 mm (Normalspur) |                  |                  |
| |                      |                  |                  |
| \| \| \| von Stadskanaal \| \| \| \| 0,0 \| Gasselternijveen \| Gasselternijveen \| \| \| \| nach Zwolle \| \| \| \| 3,2 \| Gasselte \| Gasselte \| \| \| 6,6 \| Gieten \| Gieten \| \| \| 9,0 \| Eext \| Eext \| \| \| 12,0 \| Anderen \| Anderen \| \| \| 14,8 \| Rolde \| Rolde \| \| \| \| Deurzerdiep \| \| \| \| \| von Groningen \| \| \| \| 20,2 \| Assen \| Assen \| \| \| \| nach Meppel \| \| |                      |                  |                  |
| |                      | von Stadskanaal  |                  |
| Bahnhof (Strecke außer Betrieb) | 0,0                  | Gasselternijveen | Gasselternijveen |
| Abzweig geradeaus und nach links (Strecke außer Betrieb) |                      | nach Zwolle      | nach Zwolle      |
| Bahnhof (Strecke außer Betrieb) | 3,2                  | Gasselte         | Gasselte         |
| Bahnhof (Strecke außer Betrieb) | 6,6                  | Gieten           | Gieten           |
| Bahnhof (Strecke außer Betrieb) | 9,0                  | Eext             | Eext             |
| Bahnhof (Strecke außer Betrieb) | 12,0                 | Anderen          | Anderen          |
| Bahnhof (Strecke außer Betrieb) | 14,8                 | Rolde            | Rolde            |
| Brücke über Wasserlauf (Strecke außer Betrieb) |                      | Deurzerdiep      | Deurzerdiep      |
| Abzweig ehemals geradeaus und von rechts |                      | von Groningen    | von Groningen    |
| Bahnhof | 20,2                 | Assen            | Assen            |
| |                      | nach Meppel      |                  |

Die Bahnstrecke Gasselternijveen – Assen war eine Bahnverbindung zwischen Gasselternijveen und Assen in der niederländischen Provinz Drenthe. Die Eisenbahn wurde von der Noordoosterlokaalspoorweg-Maatschappij gebaut und am 15. Juni 1905 eröffnet. Die Strecke war als Zweigstelle Teil des NOLS-Netzes, das sich von Zwolle bis zum Hafen von Delfzijl erstreckte.

## Geschichte
Die Eisenbahn wurde von der Noordoosterlokaalspoorweg-Maatschappij (NOLS) gebaut und am 15. Juni 1905 eröffnet.
An der Bahnstrecke befanden sich folgende Bahnhöfe:
- Gasselternijveen, abgerissen 1966
- Gasselte, abgerissen 1969
- Gieten, abgerissen 1969
- Eext
- Rolde
- Assen, erbaut 1870, 1988 durch Neubau ersetzt.

### Einstellung Personenverkehr
Der Personenverkehr wurde am 4. Mai 1947 eingestellt, da es bei der Niederländischen Staatsbahn (NS) zu einem Mangel an Zügen kam. Das gesamte verfügbare Fahrzeugmaterial wurde eingesetzt, um einen zweistündigen Betrieb auf den Hauptstrecken aufrechtzuerhalten. Dadurch waren für einige Nebenstrecken keine Züge verfügbar. Der Dienst wurde zunächst vorübergehend durch einen Busverkehr ersetzt, wobei aufgrund des schlechten Zustands der Straßen ein Qualitätsverlust zu befürchten war. Ab dem 15. Dezember 1950 wurde die Bahn endgültig durch den Bus ersetzt.

### Letzte Betriebsjahre und Abbau
Bis zum 26. Mai 1967 fuhren noch täglich Güterzüge von Zwolle über Assen und Gasselternijveen bis Stadskanaal. Diese Züge verkehrten danach über Onnen und Veendam. Die Bahnhöfe Gasselternijveen, Gasselte und Gieten wurden dann von Stadskanaal aus bedient. Bis in die 1970er Jahre war die Exportmetzgerei Udema in Gieten der wichtigste Kunde für den Güterverkehr, als das Unternehmen ankündigte, die Dienste der Bahn nicht mehr in Anspruch nehmen zu wollen, wurde die Strecke komplett stillgelegt.
Zwischen 1975 und 1977 wurde versucht, die Strecke in eine Museumsbahn umzuwandeln. Zu diesem Zweck wurde ein Verein gegründet, die Noordnederlandse Spoorbaan Assen-Rolde (NMM). 1976 wurde daraus die NMS Foundation. Nach drei Jahren gelang es ihnen jedoch nicht, ausreichend Kapital für diese Pläne aufzubringen.
Die Bahnstrecke wurde 1977 komplett abgerissen, darunter auch die Eisenbahnbrücke über den Deurzerdiep. In der Asserstraat zwischen Rolde und Gieten wurden im Jahr 2007 beim Umbau der Straße in der Nähe der Haltestelle Eext erneut Schienen als eine Erinnerung an die Eisenbahnlinie errichtet. Andreaskreuze auf beiden Seiten lassen auf einen echten Bahnübergang schließen.
Im Jahr 2003 wurde ein ehemaliger Güterschuppen in der Nähe des Bahnhofs Assen abgerissen. Anfang 2017 wurde im Rahmen der umfassenden Renovierung des Bahnhofs Assen der letzte Gleiskilometer zwischen der Verbindung nördlich des Bahnhofs und dem Bahnhof selbst abgerissen.

## Reste
An der Bahnstrecke sind im Jahr 2020 verschiedene Gebäude zu sehen, wie zum Beispiel ehemalige Bahnhöfe und Gleiskörper:
- Fast der gesamte Gleiskörper ist in der Landschaft erkennbar, auf den Bahndämmen gibt es Rad- und Wanderwege. In Gieten trägt ein Radweg den Straßennamen "Oude Spoordijk".
- Das Bahnhofsgebäude von Rolde ist erhalten befindet sich in der Stationsstraat 16.
- Reste des Bahnhofs Eext befinden sich in der Stationstraat 60.
- Zwischen Gasselte und Gieten gibt es einen Einschnitt, in dem das Gleis lag. Die Brücke über die ehemalige Bahnstrecke wurde im Winter 2011/2012 komplett erneuert.